# Olga Karatj
Olga Karatj, född 1979 i Vitsebsk i Belarus, är journalist och människorättsförsvarare.
2006 deltog hon i demonstrationer mot presidentvalet där oppositionen anklagade Aleksandr Lukasjenko för valfusk. Lukasjenko blev som väntat omvald. Karatj och många demonstranter tvingades därefter fly till Litauen. Där startade Karatj organisationen Our House. Målet var att skydda och stödja flyktingar från Belarus, Ryssland och Ukraina.
Karatj kom i januari 2025 till Sverige, där hon deltog i konferensen Folk och Fred. Hon höll två föredrag i Stockholm, där hon beskrev sitt arbete i Vårt Hem och hennes nätverk med tusentals flyktingar från Belarus, Ryssland och Ukraina. I slutet av april 2025 arrangeras en konferens i Vilnius, dit flera svenska och europeisk fredsorganisationer har bjudits in.